# 西江
西江（せいこう、拼音: xī jiāng）は、中国南部（華南地区）を流れる川であり、珠江水系の最大の支流である。長さは約2,075キロメートルであり、中国国内では長江・黄河に次ぐ3番目の長さである。流域面積は35万3,100平方キロメートルに達し、流域は雲南省、貴州省、広西チワン族自治区、広東省、湖南省の5省区のほか、ベトナムの北東部の一部にもまたがる。
西江は雲南省東北部の曲靖市沾益区にある馬雄山に源を発し、雲南省、貴州省、広西チワン族自治区の3つの省・自治区を流れ、広東省仏山市三水区思賢滘付近で北江およびその支流の綏江と合流し、珠江となる。珠江の広州市一帯は三角州となっておりいくつもの分流に分かれ、その先は広大な三角江を形成して、香港およびマカオ特別行政区を経て南シナ海に注ぐ。流域は古来から嶺南と呼ばれた。
主な支流は、左側支流に北盤江、柳江、桂江、賀江、右側支流には鬱江がある。

## 西江の流路

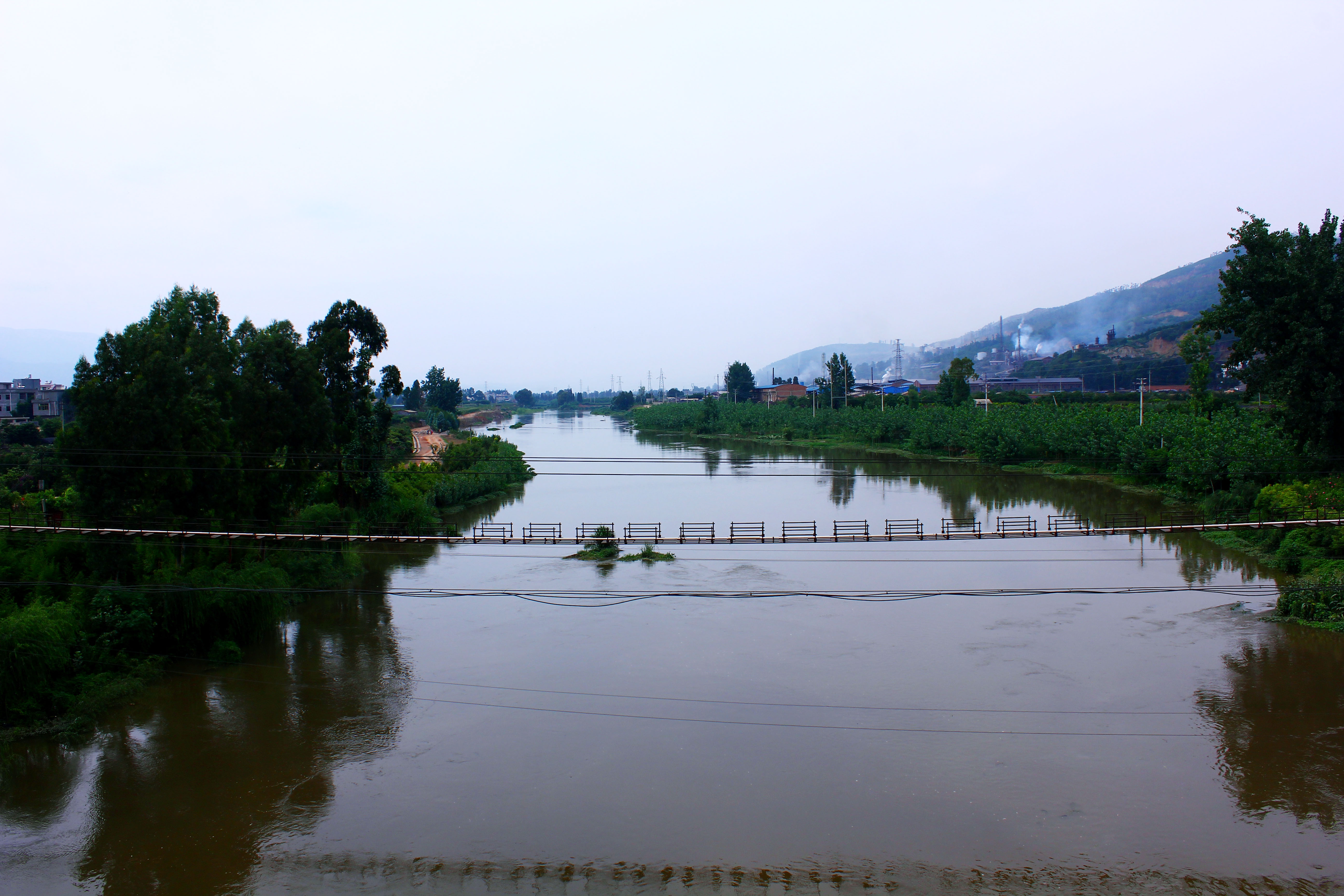
最上流（南盤江）の風景

西江の主流は、水源から北江との合流点に至るまでの間に、南盤江、紅水河、黔江、潯江、西江と5回名前を変える。
水源は雲南省東北部の曲靖市沾益区にある馬雄山の東麓にあり、そこから南盤江（なんばんこう）という名で雲南省と広西チワン族自治区の雲貴高原の峡谷を流れ、貴州省望謨県蔗香鎮の双江口で左岸支流の北盤江が合流し、紅水河（こうすいが）と名を変える。南盤江の区間の流域面積は56,880平方キロメートル、長さは914キロメートルにおよび、平均比降は1.74‰である。

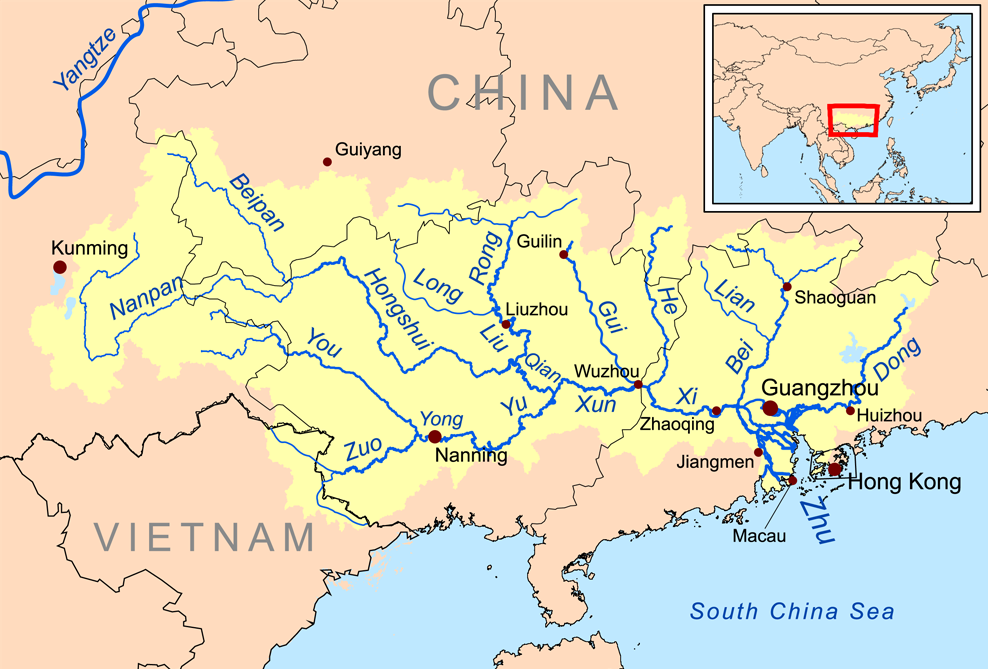
珠江流域図

紅水河は貴州省望謨県双江口から広西チワン族自治区内の丘陵地帯の間の渓谷を流れ、象州県石龍鎮の三江口で左岸支流の柳江が合流し、黔江（けんこう）となる。紅水河の区間の流域面積は52,699平方キロメートル、長さは659キロメートル、平均比降は0.38‰である。
黔江は象州県石龍鎮三江口から桂平市までの比較的短い区間で、右岸支流の鬱江が合流して潯江（じんこう）と名を変える。黔江の区間は流域面積2,210平方キロメートル、長さ122キロメートルで、平均比降は0.06‰である。
潯江は桂平市から梧州市までの区間で、左岸支流の桂江が合流してようやく西江という名になる。潯江の区間の流域面積は20,570平方キロメートルで、長さは172キロメートル、平均比降は0.1‰である。
西江は梧州市を過ぎると広東省に入る。西江の区間の流域面積は43,860平方キロメートル、長さは208キロメートルで、平均比降は0.09‰である。

## 流域の概況

桂江の支流・漓江沿岸の風景

西江の流域は、広東・広西の北を走る南嶺山脈と貴州省を走る苗嶺山脈を北の境界とし、西北は烏蒙山脈を境界とし、西は雲南省の梁王山を長江流域との分水嶺とする。西南は雲南省中部の哀牢山脈を元江（ベトナムを流れる紅河の中国領内での名称）の流域との境界とし、南は十万大山、六万大山、雲開大山、雲霧山脈などを南シナ海沿岸部の河川との分水嶺としている。東は南嶺山脈の一部を成す萌渚嶺を北江との分水嶺とする。流域総面積は35万3,100平方キロメートル（うち中国領内が34万1,500平方キロメートル、ベトナム領内が1万1,600平方キロメートル）で、珠江流域の総面積の77.8%を占める。
流域の地勢は総じて北西が高く、南東が低い。上流部の南盤江では高い雲貴高原を流れ、紅水河と黔江の区間は高原の斜面や中低山の丘陵盆地を流れ、潯江と西江の区間は低山丘陵の間の盆地を流れる。上流から下流までいずれもカルスト地形が見られ、奇怪な形状の峰がそそり立っている部分が見られる。
流域は亜熱帯気候に属し、気候は温和で、雨量は非常に多い。年平均気温は14度から22度で、年平均降水量は1,370ミリメートル、年平均蒸発量は900～1,600ミリメートルになる。西江の年平均流量は2,300億立方メートルで、珠江流域の流量の68.5%を占める。

## 流域の社会と経済
西江流域の中国領内の総人口は6,132万人（2000年）で、珠江流域の人口の63.9%に相当する。そのうち農業人口が5,092万人に上る。流域内の漢族以外の少数民族は総人口のうち20%以上を占め、おもに上流・中流に住む。その中でもチワン族（壮族）の人口が最も多く、流域全体の少数民族の総人口のうち70%を占める。蜑家と呼ばれる水上生活民が流域の各地に住んでおり、沿海部に住む蜑家と区別して「淡水蜑家」と呼ばれる。
流域の耕地面積は666万ヘクタールになり、穀物などの栽培を主とする。上流の雲南省一帯は烤烟（乾燥させた葉タバコ）の大産地になっている。中流から先は蔗糖（スクロース）の中国第二の産地で、亜熱帯の果物の産地でもある。
西江の上流地域は中国の非鉄金属（有色金属）の主要な鉱山地帯であり、中国南部最大の炭鉱地区もある。